# Vlag van Noordwoude

Vlag van Noordwoude
(1986-1991)

De vlag van Noordwoude is op 24 maart 1986 vastgesteld als de vlag van het waterschap Noordwoude. De vlag kan als volgt worden beschreven:
Twee even hoge banen van wit en zwart; over het midden een verticale gele baan, over een diagonale rode balk van broektop naar vluchtonder, elk van 1/4 vlaghoogte, met op de rode balk twee gele sterren en op de gele baan een rode ster.
Het ontwerp was van Hoge Raad van Adel. De kleuren en stukken zijn afgeleid van het wapen van het waterschap, terwijl de sterren zijn mutatis mutandis afkomstig uit het wapen van Hazerswoude.
Vanaf 1991 is de vlag niet langer als de vlag van deze waterschap in gebruik omdat het waterschap Noordwoude in het nieuwe waterschap Meer en Woude op is gegaan.

## Verwante afbeeldingen

Wapen van Noordwoude
Wapen van Hazerswoude

Aa en Maas · Amstel, Gooi en Vecht · Brabantse Delta · Delfland · De Dommel · Drents Overijsselse Delta · Fryslân · Hollands Noorderkwartier · Hollandse Delta · Hunze en Aa's · Limburg · Noorderzijlvest · Rijn en IJssel · Rijnland · Rivierenland · Scheldestromen · Schieland en de Krimpenerwaard · De Stichtse Rijnlanden · Vallei en Veluwe · Vechtstromen · Zuiderzeeland
Voormalige waterschappen: 
De Aa · De Aarlanden · Alblasserwaard en de Vijfheerenlanden · De Alm · Amelander Grieën · Amstel- en Gooiland · Amstelland · Boarn en Klif · De Bovenvecht · Drentse Aa · Duurswold · Eemszijlvest · Goeree-Overflakkee · Gouwelanden · Groot Maas en Waal · Groot-Haarlemmermeer · Groot-Waterschap van Woerden · Groote Waard · Haarlemmermeerpolder · Hulster Ambacht · IJsselmonde · Krimpenerwaard · Land van Heusden en Altena · Het Lange Rond · Lauwerswâlden · Leidse Rijn · Linge · De Maaskant · Het Maasterras · Mark en Dintel · Marne-Middelsee · Meer en Woude · De Middelsékrite · De Nederwaard · Noord-Beveland · Noord- en Zuid-Beveland · Noord-Limburg · Noord-Veluwe · Noordhollands Noorderkwartier · Noordoostpolder · Noordwoude · Oldambt · Oude IJssel · De Overwaard · De Proosdijlanden · Purmer · Regge en Dinkel · De Runde · Salland · Schermer · Schieland · De Schipbeek · Schouwen-Duiveland · Sevenwolden · De Stellingwerven · Tholen · Tusken Waed en Ie · Uitwaterende Sluizen in Kennemerland en West-Friesland · De Vechtlanden · De Vier Noorder Koggen · Het Vrije van Sluis · De Waadkant · Walcheren · Waterland · De Waterlanden · Westergo's IJsselmeerdijken · Westerkwartier · Westfriesland · Wilck en Wiericke · Wilhelminapolder · Zuiveringschap Limburg